# Etelis coruscans
Etelis coruscans es una especie de peces de la familia Lutjanidae en el orden de los Perciformes.

## Morfología
• Los machos pueden llegar alcanzar los 120 cm de longitud total.

## Alimentación
Come peces pequeños, calamares y crustáceos.

## Hábitat
Es un pez de mar de clima tropical y asociado a los arrecifes de coral que vive entre 90-400 m de profundidad.

## Distribución geográfica
Se encuentra desde el África Oriental hasta las Hawaii, el sur del Japón y Australia (Queensland y Nueva Gales del Sur).

## Uso comercial
Es muy apreciado por la calidad de su carne